# Wasserhaus (Pähl)

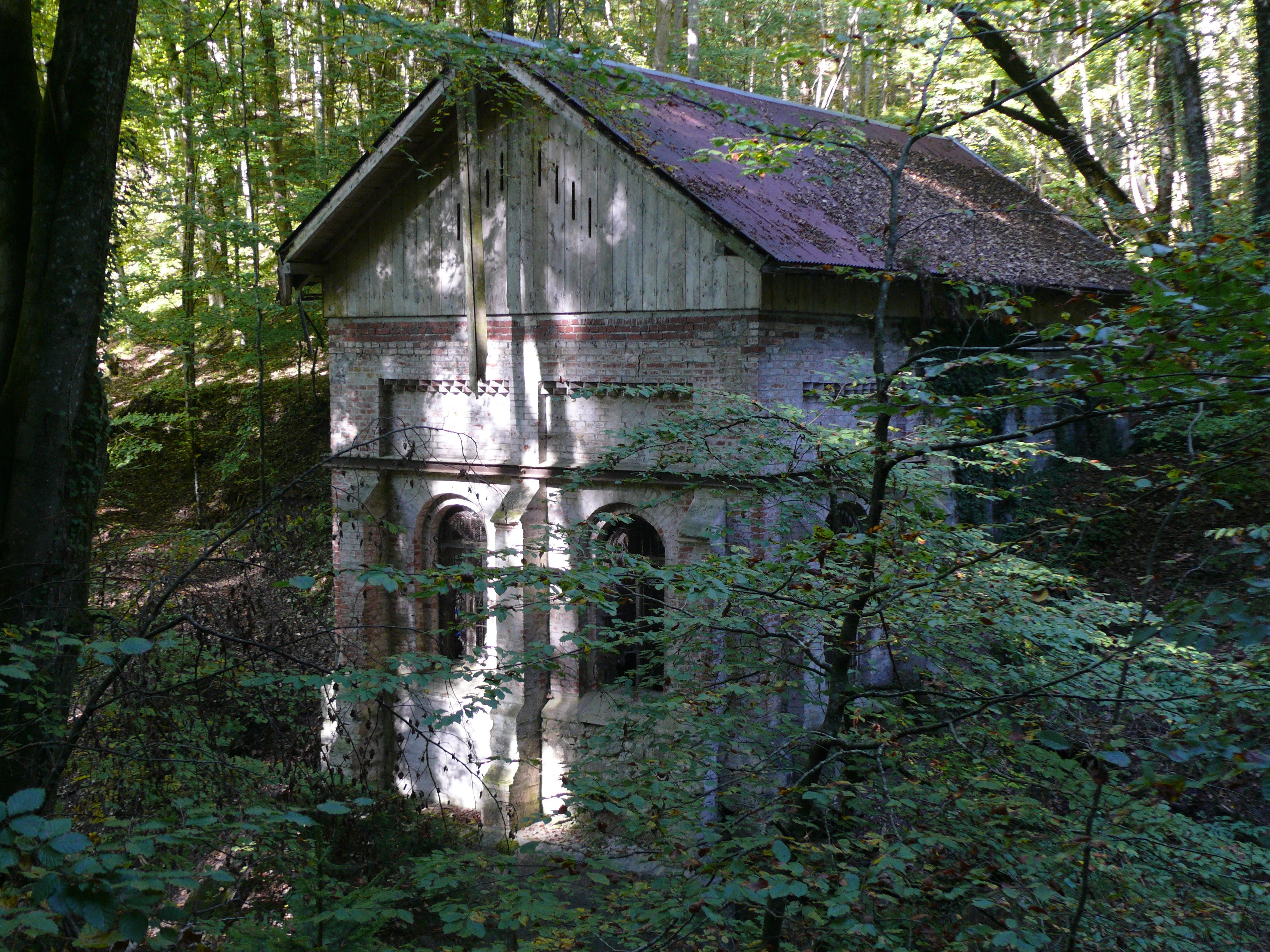
Ehemaliges Wasserhaus in Pähl

Das Wasserhaus in Pähl, einer Gemeinde im oberbayerischen Landkreis Weilheim-Schongau, wurde um 1880 errichtet. Die ehemalige Wasserpumpstation in der bewaldeten Pähler Schlucht ist mit ihrer technischen Ausstattung ein geschütztes Baudenkmal.
Die Pumpstation diente zur Wasserversorgung des Hochschlosses Pähl. Der eingeschossige Backsteinbau mit flachem Satteldach ist im historisierenden Stil mit Rundbogenfenstern errichtet. Die Anlage mit einem eisernen Wasserrad wurde bis 1970 genutzt. Danach wurde eine elektrische Pumpe installiert. 